# Yoshiaki Takagi
Yoshiaki Takagi (ur. 9 grudnia 1992 w Prefektura Kanagawa) – japoński piłkarz występujący na pozycji pomocnika.

## Kariera piłkarska
Od 2010 roku występował w klubach Tokyo Verdy, FC Utrecht i Shimizu S-Pulse.